# Roccamena
Roccamena – miejscowość i gmina we Włoszech, w regionie Sycylia, w prowincji Palermo.
Według danych na rok 2004 gminę zamieszkiwało 1796 osób, 54,4 os./km².